# كازونوري أوهارا
كازونوري أوهارا (باليابانية: 小原一典؛ بالكانا: おはら かずのり) هو مدرب كرة قدم ولاعب كرة قدم ياباني، ولد في 5 يوليو 1972 في اليابان.

## وصلات خارجية
- كازونوري أوهارا على موقع قاعدة بيانات كرة القدم.إي يو (الإنجليزية)